# Джим Броган (баскетболіст)
Джеймс Райлі Броган (англ. James Riley Brogan, нар. 24 лютого 1958, Ардмор, Пенсільванія, США) — американський професіональний баскетболіст, що грав на позиції атакувального захисника за декілька команд НБА.

## Ігрова кар'єра
На університетському рівні грав за команду Вест Вірджинія (1976–1980). 
Професійну кар'єру розпочав 1980 року виступами у складі команди «Атлантик-Сіті Гай-Роллерс» з КБА, за яку відіграв один сезон.
Кар'єру в НБА розпочав 1981 року виступами за «Сан-Дієго Кліпперс», захищав кольори команди із Сан-Дієго протягом наступних 2 сезонів.
Другою і останньою ж командою в кар'єрі гравця стала «Міссіссіппі Джетс» з КБА, до складу якої він приєднався 1986 року і за яку відіграв один сезон.